# 福田保税区
福田保税区是位于中华人民共和国广东省深圳市福田区福保街道的一个保税区。于1991年5月28日，由中国国务院批准设立。保税区北部为福田区中心区域，南部以深圳河为界毗邻香港，建有1号专用通道以供出入境。园区面积1.35平方公里，曾列为福田区的的一个类似乡级单位。
2020年起，保稅區慢慢轉型，並引入創科企業進駐，其中包括香港生產力促進局。

## 知名入驻企业
- 联想笔记本深圳配送中心
- 深圳赛意法微电子公司（赛格集团与意法半导体合资）
- 日通国际物流深圳公司
- 昱科环球存储深圳公司
- 腾邦集团
- 卡西欧电子深圳公司

## 交通
- 深圳地铁3号线 福保站
- 深圳公交  福田保税区总站，椰风路口站 等